# Tartuffe (Antoine Vitez)
Pour les articles homonymes, voir Tartuffe (homonymie).

Tartuffe est l'adaptation d'Antoine Vitez de la pièce de Molière, Tartuffe.
La pièce fut jouée avec trois autres comédies de Molière Dom Juan, Le Misanthrope et L'École des femmes du 13 au 27 juillet 1978, au Cloître des Carmes à Avignon, alors que Vitez est le programmateur du 32e festival d'Avignon. Tartuffe, créé par Molière en 1669, après avoir monté L'École des femmes est une des quatre pièces qui font la clef de voûte de son œuvre théâtrale.

## Mise en scène

### Projet des quatre Molière
Les répétitions associent à la fois quatre pièces de Molière, comme s'il agissait d'une tétralogie ; les quatre séries de répétitions sont entrelacées. Dans cette pièce, jouée parmi trois autres cette année-là, on réinvente modestement des idées très connues déjà, primitives, essentielles: la compagnie, l'alternance, l'unité de temps et de lieu. Chaque pièce est l'histoire d'une journée. Il n'y a rien ni avant ni après. Au cours des répétitions, on fait apparaître les correspondances entre les personnages et les situations de quatre pièces, on copie une pièce sur l'autre.
La comédie, chaque fois, s'achève dans la nuit, ou au point du jour. Il n'y a qu'un seul décor, il représente à la fois l'intérieur et l'extérieur : le bâton et la table, les chaises constituent les uniques accessoires du jeu qui se développe librement tout au long du texte mais également avec des costumes somptueux et historiquement exact. On fait apparaître dans les quatre pièces, les correspondances entre les personnages et les situations. Le décor et les costumes sont de Claude Lemaire, les lumières de Gérald Karlikow. Pour réaliser cette pièce de théâtre ils ont dû réunir pendant six ou sept mois simultanément une douzaine d'acteurs.
Dans cet ensemble de quatre comédies de Molière relues et réinterprétées par Antoine Vitez, Tartuffe, se distingue par une première mise en scène déjà présentée l'année précédente à Moscou.
En janvier 2016, ces quatre pièces de Molière dont Tartuffe sont rejoués à nouveau, sur la principale scène du Théâtre Nanterre-Amandiers, sous la direction de Gwenaël Morin, en référence au spectacle monté à Avignon en 1978, mais cette fois avec dix jeunes comédiens issus de la même promotion du conservatoire régional de Lyon,.

### Tartuffeversion Vitez
Tartuffe aimerait qu'on garde de lui une image de sauveur, c'est-à-dire un étranger qu'on n'a pas invité. Il provoque un désordre extraordinaire et tout le monde finalement se ligue pour le tuer. Il vient de nulle part, où va-t-il ? Personne ne veut écouter sa vérité. Au fond de tout cela gît la vielle forme des mystères et des farces.
On pourrait jouer Tartuffe comme un avatar de Don Juan, c'est-à-dire renverser la chronologie et considérer que le personnage de Tartuffe n'est autre que Don Juan lui-même qui aurait pris le masque du dévot : Don Juan, après l'éloge de l'hypocrisie, c'est Tartuffe.

## Distribution
La pièce est composée d'une douzaine d'acteurs qui sont les mêmes que dans les trois autres pièces.
- Valère : Jean-Claude Durand
- Tartuffe : Richard Fontana
- Elmire : Jany Gastaldi
- Flipote : Héloïse Maffrehy
- Orgon : Daniel Martin
- Cléante : Didier Sandre
- Damis : Daniel Soulier
- Dorine : Nada Strancar
- Marianne : Dominique Valadié
- M. Loyal : Gilbert Vilhon
- Laurent et l'exempt : Antoine Vitez

## Commentaires de la presse
Cette tétralogie moliéresque de Vitez, dont le Tartuffe, a été un événement théâtral qui a fait l'objet de nombreux articles de presses dans la presse francophone de l'époque (française, belge, suisse, notamment), une revue scientifique, Pratiques mettant à profit ces nombreuses réactions sur une même mise en scène théâtrale, dans des journaux ou magazines recensés par cette revue tels que Le Monde, Libération, France-Soir, Le Journal du dimanche, Le Nouvel Observateur, Les Nouvelles littéraires, Le Soir, L'Aurore, Le Point, Le Matin de Paris, Tribune de Genève, L'Humanité, Rouge, La Quinzaine littéraire, etc, pour analyser le discours journalistique.
Pierre Marcabru, dans Le Figaro, pense par exemple que ce n’est qu’un exercice d'élève où chacun y fait des gammes et qu'il n'y a pas suffisamment de décor sur la pièce. Son avis se poursuit en disant que l'interprétation des acteurs est absurde car l'un d'eux, Richard Fontana, n'a rien à voir avec Tartuffe. Les autres comédiens lui ont paru dans l'ensemble faibles et indifférents, se livrant à un jeu de contorsions, de chaises renversées, de roulements de yeux avec une curieuse absence d’enthousiasme et générosité. François Chalais dans France-Soir compare les choix de Vitez sur Tartuffe à ceux de Planchon, et privilégie les choix de mise en scène de Planchon. « La critique boude, mais la jeunesse s'enflamme » résume pour sa part Guy Dumur dans Le Nouvel Obs.
Ces articles comprennent aussi des avis positifs tels que celui de Jean-Jacques Lerrant qui trouve la pièce fascinante grâce aux jeux des acteurs comme s'ils étaient des adeptes des arts martiaux, ou Michel Cournot avec deux articles dans Le Monde consacrés à cette tétralogie moliéresque  de Vitez, qui conclut dans l'article du 17 juillet en écrivant : « Il n'existe peut-être pas aujourd'hui, dans ce pays, un théâtre plus aliéné, plus rebutant que celui de l'équipe Vitez. Mais c'est le plus aventureux », reprenant ce qualificatif d'« aventureux » dans le titre de son papier,.